# As You Are
Pour plus de détails, voir Fiche technique et Distribution.
As You Are est un film américain réalisé par Miles Joris-Peyrafitte, sorti en 2016.

## Synopsis
Dans les années 1990, l'amitié entre trois adolescents.

## Fiche technique
- Titre : As You Are
- Réalisation : Miles Joris-Peyrafitte
- Scénario : Madison Harrison et Miles Joris-Peyrafitte
- Musique : Patrick Higgins et Miles Joris-Peyrafitte
- Photographie : Caleb Heymann
- Montage : Abbi Jutkowitz
- Production : Sean Patrick Burke, Justin Lothrop, Joseph Mastantuono et Brent Stiefel
- Société de production : Votiv Films, Buffalo 8 Productions et Heretical Reason Productions
- Pays :  États-Unis
- Genre : Drame et historique
- Durée : 110 minutes
- Dates de sortie : 
  -  États-Unis : 25 janvier 2016 (Festival du film de Sundance), 24 février 2017

## Distribution
- Owen Campbell : Jack
- Charlie Heaton : Mark
- Amandla Stenberg : Sarah
- John Scurti : le détective Erickson
- Scott Cohen : Tom
- Mary Stuart Masterson : Karen
- Kim Grant : Background
- Madison Harrison : Ricky
- Annemarie Lawless : Margaret
- Billy Thomas Myott : James
- Andrew Polk : Jeff

## Accueil
Le film a reçu un accueil favorable de la critique. Il obtient un score moyen de 67 % sur Metacritic.